# Мале Борисово (Бабаєвський район)
Мале Борисово — присілок в Бабаєвському районі Вологодської області Росії.
Входить до складу Борисовського сільського поселення (з 1 січня 2006 року по 13 квітня 2009 року входила в Афанасовське сільське поселення).
Відстань автодорогою до районного центру Бабаєво — 49 км, до центру муніципального утворення села Борисово-Судське по прямій — 12 км. Найближчі населені пункти — с. Афанасово, с. Пожарища, с. Ширяєвська. Станом на 2002 рік проживало 110 чоловік.